# Mario Andreis (politico)
Mario Andreis (Saluzzo, 4 maggio 1907 – Roma, 11 giugno 1985) è stato un politico e antifascista italiano.

## Biografia
Laureatosi in Giurisprudenza a Torino, fin dagli anni giovanili fu un convinto antifascista e, con Aldo Garosci e Luigi Scala, tra i primi organizzatori del movimento Giustizia e Libertà. Con lo stesso Garosci fondò, nel 1930, il foglio clandestino Voci di Officina che uscì nel settembre-ottobre del '31. Venne arrestato per cospirazione il 16 dicembre del 1931 e condannato dal Tribunale speciale a otto anni di reclusione. Ottenuta la libertà vigilata per amnistia nel 1934, venne nuovamente fermato nella retata che colpì il gruppo GL nel maggio del 1935. Nel 1939 si sposò con la pittrice Lea Reviglio e si trasferì a Milano, dove prese parte alla fondazione del Partito d'Azione.
Dopo l'armistizio dell'8 settembre 1943, fu tra gli organizzatori della Resistenza e delle formazioni GL in Piemonte; in seguito rappresentò il Partito d'Azione nel Comitato di Liberazione Nazionale della regione.
Dopo la Liberazione e fino allo scioglimento del PdA mantenne la carica di segretario di questo partito per il Piemonte, e diresse il quotidiano Giustizia e Libertà. Nel 1947 aderì al PSI.
Dagli anni '60 assunse incarichi di rilievo come la presidenza dell'INAIL, la partecipazione al Consiglio di amministrazione della Banca Nazionale del Lavoro (BNL), dell'INPS, dell'INAM e la vicepresidenza del Credito Italiano. Andreis fu anche vice presidente dell'ANPI nazionale.
Studioso di problemi economici, si interessò in modo particolare di relazioni economiche internazionali. Dal 1975 al 1980 fu consigliere del Centro studi Piero Gobetti.